# President d'Islàndia

La bandera del President d'Islàndia

El president d'Islàndia (islandès Forseti Íslands) és el cap d'estat d'Islàndia. El president és elegit per un mandat de quatre anys per sufragi universal adult i té poders limitats. El president no és el cap de govern, sinó que ho és el Primer Ministre d'Islàndia. Hi ha hagut sis presidents des que Islàndia es va independitzar de Dinamarca el 17 de juny de 1944. El titular actual és Guðni Thorlacius Jóhannesson. Va prendre possessió del seu càrrec l'1 d'agost de 2016, després que va guanyar les darreres eleccions presidencials, celebrades el 25 de juny de 2016.
La residència presidencial es troba al Bessastaðir a Álftanes, prop de la capital Reykjavik. La Constitució del país estableix que quan el president no pot exercir les funcions del seu càrrec, com quan ell o ella està a l'estranger o sota anestèsia, el primer ministre, el president de l'Althingi (Parlament), i el president de la Cort Suprema de Justícia poden assumir el càrrec. El president és també el designat Gran Mestre de l'Ordre del Falcó.

## Llista de presidents islandesos
| Nº | President                    | President                            | Presa de possessió | Abandona el càrrec  | Durada                              | Legislatura |
| -- | ---------------------------- | ------------------------------------ | ------------------ | ------------------- | ----------------------------------- | ----------- |
| 1  | Sveinn Björnsson             | Sveinn Björnsson (1881–1952)         | 17 de juny de 1944 | 25 de gener de 1952 | 7 anys, 7 mesos, 8 dies (2778 dies) | 1 (1944)    |
| 1  | Sveinn Björnsson             | Sveinn Björnsson (1881–1952)         | 17 de juny de 1944 | 25 de gener de 1952 | 7 anys, 7 mesos, 8 dies (2778 dies) | 2 (1945)    |
| 1  | Sveinn Björnsson             | Sveinn Björnsson (1881–1952)         | 17 de juny de 1944 | 25 de gener de 1952 | 7 anys, 7 mesos, 8 dies (2778 dies) | 3 (1949)    |
| 2  | Ásgeir Ásgeirsson            | Ásgeir Ásgeirsson (1894–1972)        | 1 d'agost de 1952  | 1 d'agost de 1968   | 16 anys (5844 dies)                 | 4 (1952)    |
| 2  | Ásgeir Ásgeirsson            | Ásgeir Ásgeirsson (1894–1972)        | 1 d'agost de 1952  | 1 d'agost de 1968   | 16 anys (5844 dies)                 | 5 (1956)    |
| 2  | Ásgeir Ásgeirsson            | Ásgeir Ásgeirsson (1894–1972)        | 1 d'agost de 1952  | 1 d'agost de 1968   | 16 anys (5844 dies)                 | 6 (1960)    |
| 2  | Ásgeir Ásgeirsson            | Ásgeir Ásgeirsson (1894–1972)        | 1 d'agost de 1952  | 1 d'agost de 1968   | 16 anys (5844 dies)                 | 7 (1964)    |
| 3  | Kristján Eldjárn             | Kristján Eldjárn (1916–1982)         | 1 d'agost de 1968  | 1 d'agost de 1980   | 12 anys (4383 dies)                 | 8 (1968)    |
| 3  | Kristján Eldjárn             | Kristján Eldjárn (1916–1982)         | 1 d'agost de 1968  | 1 d'agost de 1980   | 12 anys (4383 dies)                 | 9 (1972)    |
| 3  | Kristján Eldjárn             | Kristján Eldjárn (1916–1982)         | 1 d'agost de 1968  | 1 d'agost de 1980   | 12 anys (4383 dies)                 | 10 (1976)   |
| 4  | Vigdís Finnbogadóttir        | Vigdís Finnbogadóttir (1930–)        | 1 d'agost de 1980  | 1 d'agost de 1996   | 16 anys (5844 dies)                 | 11 (1980)   |
| 4  | Vigdís Finnbogadóttir        | Vigdís Finnbogadóttir (1930–)        | 1 d'agost de 1980  | 1 d'agost de 1996   | 16 anys (5844 dies)                 | 12 (1984)   |
| 4  | Vigdís Finnbogadóttir        | Vigdís Finnbogadóttir (1930–)        | 1 d'agost de 1980  | 1 d'agost de 1996   | 16 anys (5844 dies)                 | 13 (1988)   |
| 4  | Vigdís Finnbogadóttir        | Vigdís Finnbogadóttir (1930–)        | 1 d'agost de 1980  | 1 d'agost de 1996   | 16 anys (5844 dies)                 | 14 (1992)   |
| 5  | Ólafur Ragnar Grímsson       | Ólafur Ragnar Grímsson (1943–)       | 1 d'agost de 1996  | 1 d'agost de 2016   | 20 anys (7305 dies)                 | 15 (1996)   |
| 5  | Ólafur Ragnar Grímsson       | Ólafur Ragnar Grímsson (1943–)       | 1 d'agost de 1996  | 1 d'agost de 2016   | 20 anys (7305 dies)                 | 16 (2000)   |
| 5  | Ólafur Ragnar Grímsson       | Ólafur Ragnar Grímsson (1943–)       | 1 d'agost de 1996  | 1 d'agost de 2016   | 20 anys (7305 dies)                 | 17 (2004)   |
| 5  | Ólafur Ragnar Grímsson       | Ólafur Ragnar Grímsson (1943–)       | 1 d'agost de 1996  | 1 d'agost de 2016   | 20 anys (7305 dies)                 | 18 (2008)   |
| 5  | Ólafur Ragnar Grímsson       | Ólafur Ragnar Grímsson (1943–)       | 1 d'agost de 1996  | 1 d'agost de 2016   | 20 anys (7305 dies)                 | 19 (2012)   |
| 6  | Guðni Thorlacius Jóhannesson | Guðni Thorlacius Jóhannesson (1968–) | 1 d'agost de 2016  | Actualitat          | 8 anys, 225 dies (3147 dies)        | 20 (2016)   |